# WWE Day 1
WWE Day 1 là sự kiện trả tiền cho mỗi lần xem (PPV) và phát trực tiếp của đấu vật chuyên nghiệp do WWE sản xuất. Nó được tổ chức cho các đô vật từ các bộ phận thương hiệu Raw và SmackDown. Sự kiện diễn ra vào thứ Bảy, ngày 1 tháng 1 năm 2022, tại State Farm Arena ở Atlanta, Georgia, và là sự kiện PPV đầu tiên diễn ra vào ngày đầu năm mới. Tiêu đề của sự kiện là PPV đầu tiên của WWE có chủ đề Năm mới kể từ sự kiện New Year's Revolution vào năm 2007. Việc lên lịch của nó cũng khiến sự kiện TLC: Tables, Ladders & Chairs thường được tổ chức vào cuối năm đã bị hủy bỏ. Day 1 cũng là sự kiện đầu tiên của WWE được gọi là "Premium Live Event", một thuật ngữ mà công ty giới thiệu để chỉ các sự kiện của họ được phát sóng trên các nền tảng phát trực tiếp của PPV.
Bảy trận đấu đã được diễn ra tại sự kiện, bao gồm một trận đấu Kickoff. Trong trận đấu tâm điểm, Brock Lesnar đã đánh bại Seth "Freakin" Rollins, Kevin Owens, Bobby Lashley và đương kim vô địch Big E trong trận đấu fatal five-way để giành chức đai vô địch WWE Championship bằng cách ghim Big E. Ban đầu Lesnar được lên kế hoạch đối đầu với Roman Reigns trong trận đấu tranh đai Universal Championship, nhưng trận đấu đó đã bị hủy vài giờ trước khi sự kiện diễn ra do kết quả Reigns dương tính với COVID-19. Trong các trận đấu nổi bật khác, Becky Lynch đánh bại Liv Morgan để giữ lại đai vô địch Raw Women's Championship, RK-Bro (Randy Orton và Riddle) đánh bại The Street Profits (Angelo Dawkins và Montez Ford) để giữ lại đai vô địch Raw Tag Team Championship, Edge đánh bại The Miz, và trong trận mở màn, The Usos (Jey Uso và Jimmy Uso) đã đánh bại The New Day (Kofi Kingston và King Woods) để giữ lại đai vô địch SmackDown Tag Team Championship.

## Tổ chức
| Vai trò                          | Tên                      |
| -------------------------------- | ------------------------ |
| Bình luận viên tiếng Anh         | Michael Cole (SmackDown) |
| Bình luận viên tiếng Anh         | Pat McAfee (SmackDown)   |
| Bình luận viên tiếng Anh         | Jimmy Smith (Raw)        |
| Bình luận viên tiếng Anh         | Corey Graves (Raw)       |
| Bình luận viên tiếng Anh         | Byron Saxton (Raw)       |
| Bình luận viên tiếng Tây Ban Nha | Carlos Cabrera           |
| Bình luận viên tiếng Tây Ban Nha | Marcelo Rodriguez        |
| Thông báo viên sàn đấu           | Mike Rome                |
| Trọng tài                        | Danilo Anfibio           |
| Trọng tài                        | Jason Ayers              |
| Trọng tài                        | Jessika Carr             |
| Trọng tài                        | Daphne Lashaunn          |
| Trọng tài                        | Eddie Orengo             |
| Trọng tài                        | Chad Patton              |
| Trọng tài                        | Charles Robinson         |
| Người phỏng vấn                  | Sarah Schreiber          |
| Người phỏng vấn                  | Megan Morant             |
| Người điều khiển trước trận đấu  | Kayla Braxton            |
| Người điều khiển trước trận đấu  | Kevin Patrick            |
| Người điều khiển trước trận đấu  | John "Bradshaw" Layfield |
| Người điều khiển trước trận đấu  | Peter Rosenberg          |
| Người điều khiển trước trận đấu  | Booker T                 |
| Người điều khiển trước trận đấu  | Sonya Deville            |

### Trận đấu Kick-off
Sheamus và Ridge Holland đối đầu Cesaro và Ricochet. Trong trận đấu, Holland đã bị gãy mũi sau một pha botched twirl-whirl của Ricochet. Nhân viên y tế đã đến và đưa Holland vào hậu trường. Cuối cùng, Sheamus thực hiện cú Brogue Kick vào Cesaro để giành chiến thắng trong trận đấu.

### Các trận đấu sơ bộ
The Usos (Jey Uso và Jimmy Uso) bảo vệ đai vô địch SmackDown Tag Team Championship trước The New Day (Kofi Kingston và King Woods). Trong trận đấu, Jey đã thực hiện cú Uso Splash trên Kingston. Kingston sau đó thực hiện cú SOS trên Jey và suýt giành chiến thắng. The Usos sau đó thực hiện cú Double Uso Splash trên Kingston, tuy nhiên Woods đã phá vỡ nỗ lực ghim. Jimmy bắt Woods bằng cú Superkick. Cuối cùng, The Usos đã biểu diễn đòn kết liễu 1D trên Kingston để giữ lại danh hiệu.
Drew McIntyre đối đầu Madcap Moss (đi cùng với Happy Corbin). Cuối cùng, McIntyre thực hiện cú đá Claymore Kick trên Moss để giành chiến thắng trong trận đấu.
RK-Bro (Randy Orton và Riddle) bảo vệ chức vô địch Raw Tag Team Championship trước The Street Profits (Angelo Dawkins và Montez Ford). Trong những khoảnh khắc kết thúc, Riddle ném Ford lên không trung và Orton thực hiện cú RKO vào Ford để giữ lại danh hiệu. Các vị khách đặc biệt Migos đã có mặt trong trận đấu và ăn mừng với RK-Bro sau trận đấu.
Edge đối đầu The Miz (cùng với Maryse). Trong trận đấu, Miz tung đòn khóa Figure Four Leglock và Edge chạm vào sợi dây thừng để bẻ đòn khóa. Khi Edge áp dụngcú  Crossface lên Miz, Maryse đặt chân Miz lên sợi dây thừng dưới cùng để bẻ đòn khóa. Khi Edge cố gắng tung cú Spear, Miz đã tránh được Edge và thực hiện đòn Skull Crushing Finale trên Edge. Trong những giây phút kết thúc, khi Maryse đang đánh lạc hướng trọng tài, WWE Hall of Famer và là vợ của Edge là Beth Phoenix đã lao ra và đuổi Maryse vào hậu trường. Edge đã thực hiện cú Spear trên Miz để giành chiến thắng trong trận đấu.
Becky Lynch bảo vệ đai vô địch Raw Women's Championship trước Liv Morgan. Đầu trận đấu, Morgan áp dụng đòn khóa Dis-Arm-Her lên Lynch, người đã chạm vào sợi dây thừng để bẻ đòn khóa. Morgan thực hiện cú Sunset Flip Powerbomb trên Lynch. Ngoài sàn đấu, Morgan đã kẹp cánh tay của Lynch vào các bậc thang bằng thép và đá tay Lynch vào các bậc thang, như cách Lynch đã làm với cô ấy vài tuần trước đó. Cuối cùng, khi Morgan cố gắng cú Oblivion, Lynch đã phản công và thực hiện cú Manhandle Slam vào Morgan để giữ lại danh hiệu.

### Trận đấu tâm điểm
Big E bảo vệ đai vô địch WWE Championship trong trận đấu fatal five-way trước Seth "Freakin" Rollins, Bobby Lashley, Kevin Owens và Brock Lesnar. Trong trận đấu, Lesnar thực hiện nhiều đòn German Suplexes trên các đô vật khác, ngoại trừ Lashley. Big E đã thực hiện cú clothesline trên Lesnar đưa anh ta ra khỏi sàn đấu. Lashley sau đó thực hiện một cú Spear vào Lesnar làm đổ hàng rào gần khu vực kỹ thuật. Rollins thực hiện cú Suicide Dive trên Lesnar, sau đó Rollins và Owens thực hiện cú Frog Splashes trên Lesnar tạm thời đưa Lesnar ra ngoài. Big E thực hiện cú Powerbomb trên Lashley làm gãy bàn bình luận. Trên sàn đấu, Owens biểu diễn cú Pop-up Powerbomb trên Big E. Lesnar quay trở lại võ đài và biểu diễn đòn F-5 trên Rollins, Owens và Big E. Sau đó, Lashley thực hiện cú Spear trên Lesnar để hạ gục. Khi Lashley áp dụng đòn khóa Hurt Lock lên Lesnar, Big E đã phá vỡ nó. Big E đã cố gắng tung cú Big Ending với Lesnar, nhưng Lesnar đã đảo ngược thành cú F-5 và ghim Big E để giành chức vô địch WWE lần thứ sáu.

## Kết quả
| #                                                                                     | Kết quả | Thể loại                                                        | Thời gian |
| ------------------------------------------------------------------------------------- | --- | --------------------------------------------------------------- | --------- |
| 1P                                                                                    | Sheamus và Ridge Holland đánh bại Cesaro và Ricochet bằng đòn kết liễu                                               | Trận đấu đồng đội                                               | 9:45      |
| 2                                                                                     | The Usos (Jey Uso và Jimmy Uso) (c) đánh bại The New Day (Kofi Kingston và King Woods) bằng đòn kết liễu             | Trận đấu đồng đội tranh đai WWE SmackDown Tag Team Championship | 17:05     |
| 3                                                                                     | Drew McIntyre đánh bại Madcap Moss (đi với Happy Corbin) bằng đòn kết liễu                                           | Trận đấu đơn                                                    | 9:45      |
| 4                                                                                     | RK-Bro (Randy Orton và Riddle) (c) đánh bại The Street Profits (Angelo Dawkins và Montez Ford) bằng đòn kết liễu     | Trận đấu đồng đội tranh đai WWE Raw Tag Team Championship       | 11:15     |
| 5                                                                                     | Edge đánh bại The Miz (đi với Maryse) bằng đòn kết liễu                                                              | Trận đấu đơn                                                    | 20:00     |
| 6                                                                                     | Becky Lynch (c) đánh bại Liv Morgan bằng đòn kết liễu                                                                | Trận đấu đơn tranh đai WWE Raw Women's Championship             | 17:00     |
| 7                                                                                     | Brock Lesnar đánh bại Big E (c), Seth "Freakin" Rollins, Kevin Owens và Bobby Lashley (đi với MVP) bằng đòn kết liễu | Trận đấu fatal five-way tranh đai WWE Championship              | 8:18      |
| - (c) – chỉ người vô địch bước vào trận đấu - P – chỉ trận đấu diễn ra trong pre-show | |                                                                 |           |